# 풀먼 컴퍼니

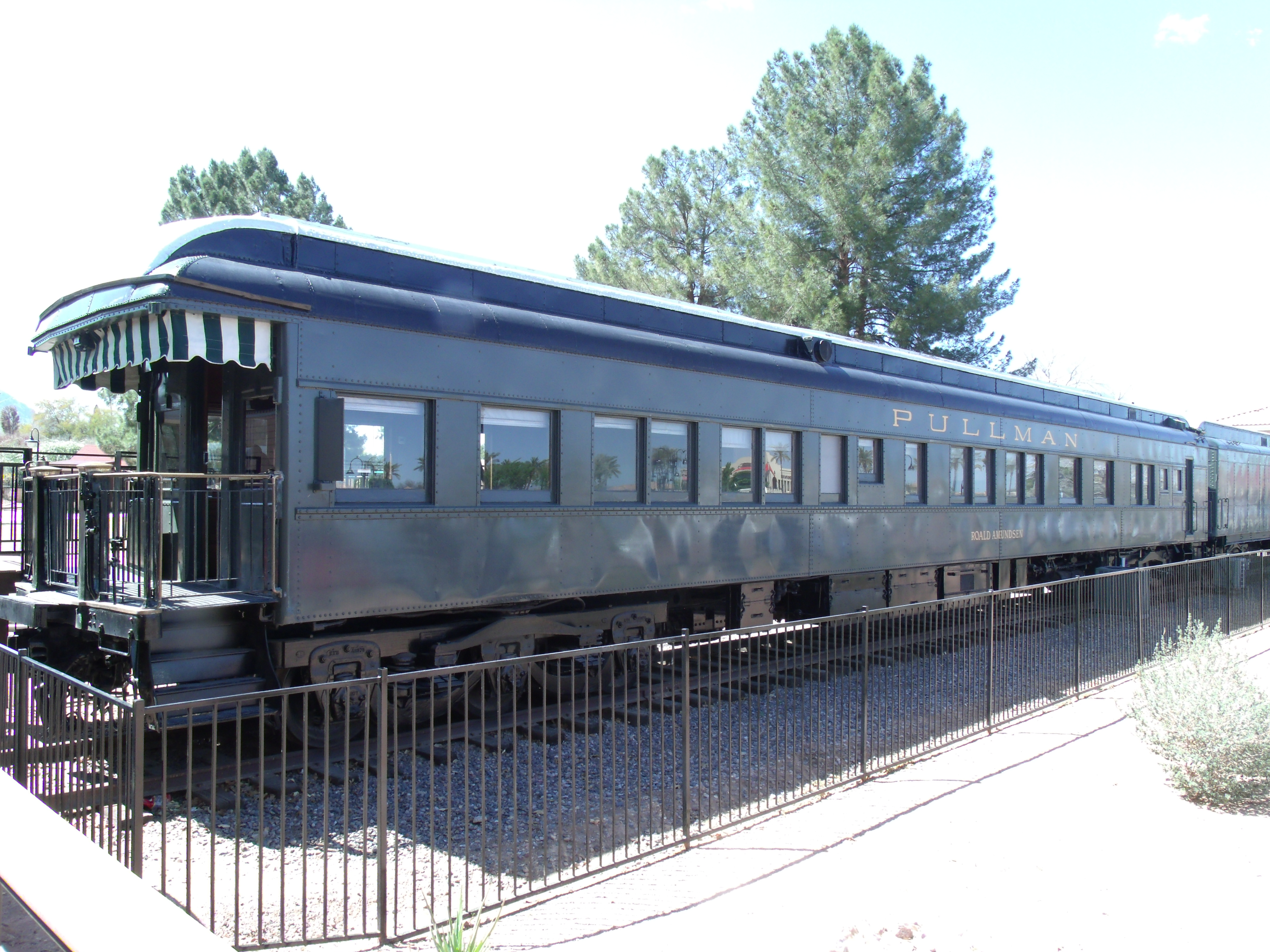
1928년 생산된 풀먼의 "아문센(Amundsen)" 모델은 허버트 후버, 프랭클린 루스벨트, 해리 트루먼, 드와이트 아이젠하워 등 미국 대통령들을 실어나른 것으로 유명하다.

풀먼팰리스카 회사(Pullman Palace Car Company)는 조지 풀먼이 창업한 기업으로, 미국 철도의 전성기인 19세기 중반부터 20세기 초까지 궤도차를 생산했다. 풀먼사의 노동자들은 본래 풀먼이라는 계획적 노동공동체(기업도시)에 거주했다. 풀먼사는 침대차를 발명했고, 1980년대까지 풀먼사에서 만들어진 침대차들이 굴러다녔다. 풀먼은 단순히 차량 제조만 하지 않고, 당대 미국 철도 대부분을 장악했다. 이 회사의 노동조합이 아사 필립 랜돌프가 세운 침대차 승무원 형제단이다. 이 노조는 20세기까지 가장 강력한 흑인 단체로 기능하기도 했다. 풀먼사는 열차 외에도 수만 대의 노면전차, 트롤리버스도 만들었다.